# Charles Pile
Charles Pile (nascido em 5 de abril de 1956) é um ex-ciclista olímpico barbadense. Representou sua nação em dois eventos nos Jogos Olímpicos de Verão de 1984.